# Hierodula ralumina
Hierodula ralumina är en bönsyrseart som beskrevs av Giglio-Tos  1917. Hierodula ralumina ingår i släktet Hierodula och familjen Mantidae. Inga underarter finns listade i Catalogue of Life.